# Campeonato Mundial de Ciclismo de Montaña de 2008
El XIX Campeonato Mundial de Ciclismo de Montaña se celebró en la localidad alpina de Malè (Italia) entre el 15 y el 22 de junio de 2008, bajo la organización de la Unión Ciclista Internacional (UCI) y la Unión Ciclista de Italia. 
Las competiciones se efectuaron en el Val di Sole, 3 km al suroeste de la localidad italiana.
Se compitió en 4 disciplinas, las que otorgaron un total de 10 títulos de campeón mundial:
- Descenso (DH) – masculino y femenino
- Campo a través (XC) – masculino, femenino y mixto por relevos
- Campo a través para 4 (4X) – masculino y femenino
- Trials (TRI) – masculino 20″, masculino 26″ y femenino 20″/26″

## Países participantes
Participaron en total  ciclistas ( hombres y  mujeres) de 48 federaciones nacionales afiliadas a la UCI.
| África (CAC)                  | América (COPACI) | Asia (ACC)                              | Europa (UEC) | Oceanía (OCC)                         |
| ----------------------------- | --- | --------------------------------------- | --- | ------------------------------------- |
| Namibia (2/-) Sudáfrica (8/2) | Argentina (2/-) · Brasil (5/1) · Canadá (12/10) · Chile (3/2) · Colombia (7/1) · Costa Rica (1/-) · Ecuador (2/2) · Estados Unidos (20/12) · México (1/-) | China (1/-) Hong Kong (2/-) Japón (8/4) | Alemania (24/9) · Andorra (2/-) · Austria (14/8) · Bélgica (6/-) · Bielorrusia (2/-) · Croacia (7/1) · Dinamarca (3/-) · Eslovaquia (14/4) · Eslovenia (8/2) · España (20/7) · Estonia (4/1) · Finlandia (4/-) · Francia (23/12) · Hungría (9/-) · Irlanda (4/-) · Israel (-/1) · Italia (15/8) · Letonia (3/-) · Noruega (1/3) · Países Bajos (8/4) · Polonia (16/4) · Portugal (5/-) · Reino Unido (24/8) · República Checa (15/4) · Rumania (2/-) · Rusia (12/2) · San Marino (1/-) · Serbia (2/-) · Suecia (7/-) · Suiza (22/10) · Turquía (2/1) · Ucrania (2/-) | Australia (19/5) Nueva Zelanda (12/4) |

## Resultados

### Masculino
| Evento                        | Oro                                   | Plata                                | Bronce                                  |
| ----------------------------- | ------------------------------------- | ------------------------------------ | --------------------------------------- |
| Descenso (21.06)              | George Atherton Reino Unido 3:12,12   | Steve Peat Reino Unido 3:14,74       | Samuel Hill Australia 3:15,27           |
| Campo a través (22.06)        | Christoph Sauser · Suiza · 1:58,26    | Florian Vogel · Suiza · 2:01,21      | Ralph Näf · Suiza · 2:02,46             |
| Campo a través para 4 (21.06) | Rafael Álvarez de Lara · España ·     | Roger Rinderknecht · Suiza ·         | Mickaël Deldycke Francia                |
| Trials 20″ (19.06)            | Benito Ros Charral · España · 11 pts. | Rafał Kumorowski · Polonia · 32 pts. | Sebastian Hoffmann · Alemania · 36 pts. |
| Trials 26″ (20.06)            | Gilles Coustellier Francia 27         | Vincent Hermance Francia 35          | Daniel Comas Riera · España · 39        |

### Femenino
| Evento                        | Oro                                   | Plata                             | Bronce                                |
| ----------------------------- | ------------------------------------- | --------------------------------- | ------------------------------------- |
| Descenso (21.06)              | Rachel Atherton Reino Unido 3:49,92   | Sabrina Jonnier Francia 4:01,91   | Emmeline Ragot Francia 4:07,03        |
| Campo a través (22.06)        | Margarita Fullana · España · 1:39,01  | Sabine Spitz · Alemania · 1:40,44 | Irina Kalentieva · Rusia · 1:41,21    |
| Campo a través para 4 (21.06) | Melissa Buhl Estados Unidos           | Jana Horáková · República Checa · | Romana Labounková · República Checa · |
| Trials 20″/26″ (19.06)        | Gemma Abant Condal · España · 16 pts. | Karin Moor · Suiza · 20 pts.      | Julie Pesenti Francia 21 pts.         |

### Mixto
| Evento                             | Oro                                                                                         | Plata                                                                         | Bronce                                                                                             |
| ---------------------------------- | ------------------------------------------------------------------------------------------- | ----------------------------------------------------------------------------- | -------------------------------------------------------------------------------------------------- |
| Campo a través por relevos (17.06) | Jean-Christophe Péraud Arnaud Jouffroy Laurence Leboucher Alexis Vuillermoz Francia 1:24:45 | Florian Vogel · Matthias Rupp · Petra Henzi · Nino Schurter · Suiza · 1:27:07 | Marco Aurelio Fontana · Gerhard Kerschbaumer · Eva Lechner · Cristian Cominelli · Italia · 1:27:08 |

## Medallero
| Núm. | País            | Oro | Plata | Bronce | Total |
| ---- | --------------- | --- | ----- | ------ | ----- |
| 1    | España          | 4   | 0     | 1      | 5     |
| 2    | Francia         | 2   | 2     | 3      | 7     |
| 3    | Reino Unido     | 2   | 1     | 0      | 3     |
| 4    | Suiza           | 1   | 4     | 1      | 6     |
| 5    | Estados Unidos  | 1   | 0     | 0      | 1     |
| 6    | Alemania        | 0   | 1     | 1      | 2     |
| 6    | República Checa | 0   | 1     | 1      | 2     |
| 8    | Polonia         | 0   | 1     | 0      | 1     |
| 9    | Australia       | 0   | 0     | 1      | 1     |
| 9    | Italia          | 0   | 0     | 1      | 1     |
| 9    | Rusia           | 0   | 0     | 1      | 1     |
|      | TOTAL           | 10  | 10    | 10     | 30    |